# Elise Lavater
Elise Lavater (* 2. Dezember 1820 in Zürich; † 7. Februar 1901 in Höngg; heimatberechtigt in Biel) war eine Schweizer Komponistin.

## Leben und Wirken
Elise Lavaters Eltern waren der Apotheker, Stiftschreiber und Antiquar Diethelm Heinrich Lavater und Maria Christine Elisabetha geborene Bähler. Sie heiratete 1841 den Alfred Emil Schaffter. Die Ehe wurde fünf Jahre später geschieden.
Lavater war Klavierlehrerin in Zürich und ab 1892 in Höngg. Sie komponierte Lieder für Chöre. Zur ersten Schweizerischen Landesausstellung 1883 schrieb sie den Festmarsch Marche solennelle.

## Werke (Auswahl)
- Am Züricher See. Gutmann, Wien 1878.
- Marche solennelle oder Festmarsch. Mit Benützung vaterländischer Melodien. Zur ersten schweizerischen Landesausstellung in Zürich 1883. Für Pianoforte, op. 21. Gassmann, Zürich 1883.

## Belege
1. 1 2  Regula Puskás: Elise Lavater. In: Historisches Lexikon der Schweiz.  20. November 2008.

| Personendaten    | Personendaten                                                          |
| ---------------- | ---------------------------------------------------------------------- |
| NAME             | Lavater, Elise                                                         |
| ALTERNATIVNAMEN  | Schaffter, Elise (Ehename); Lavater, Magdalena Elisabeth (Geburtsname) |
| KURZBESCHREIBUNG | Schweizer Komponistin                                                  |
| GEBURTSDATUM     | 2. Dezember 1820                                                       |
| GEBURTSORT       | Zürich, Schweiz                                                        |
| STERBEDATUM      | 7. Februar 1901                                                        |
| STERBEORT        | Höngg, Schweiz                                                         |